# Aethes caucasia
Aethes caucasia es una especie de polilla del género Aethes, categorizada en la tribu Cochylini, de la subfamilia Tortricinae.

## Distribución
Se distribuye por Georgia.

## Taxonomía
Fue descrita por Amsel en 1959 y publicada en (Lozopera), Acta ent. Mus. Natn. Pragae 33: 421.